# Свято-Ильинская церковь (Михайловщина)
Свято-Ильинская церковь — православный храм в деревне Михайловщина в Ошмянском районе Гродненской области Белоруссии.

## История

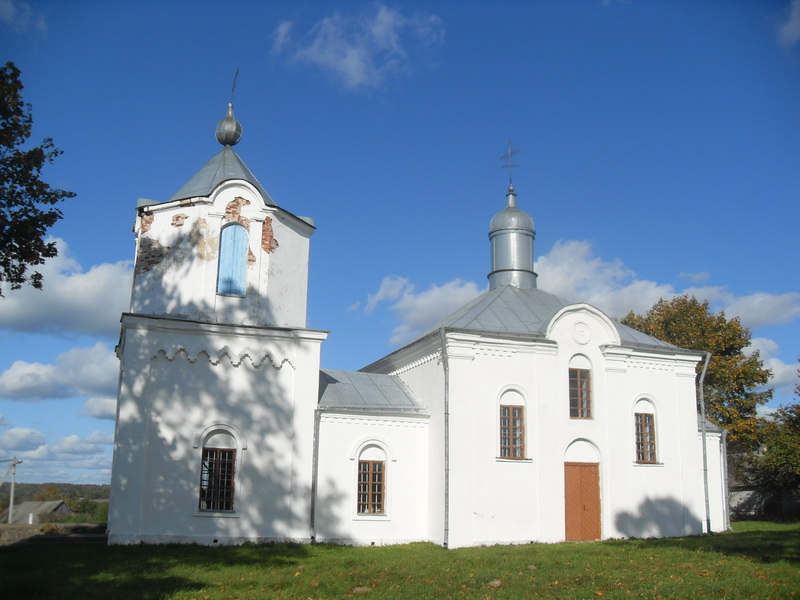
Боковой фасад

Построена в 1876 году из кирпича на месте деревянного храма.

## Архитектура

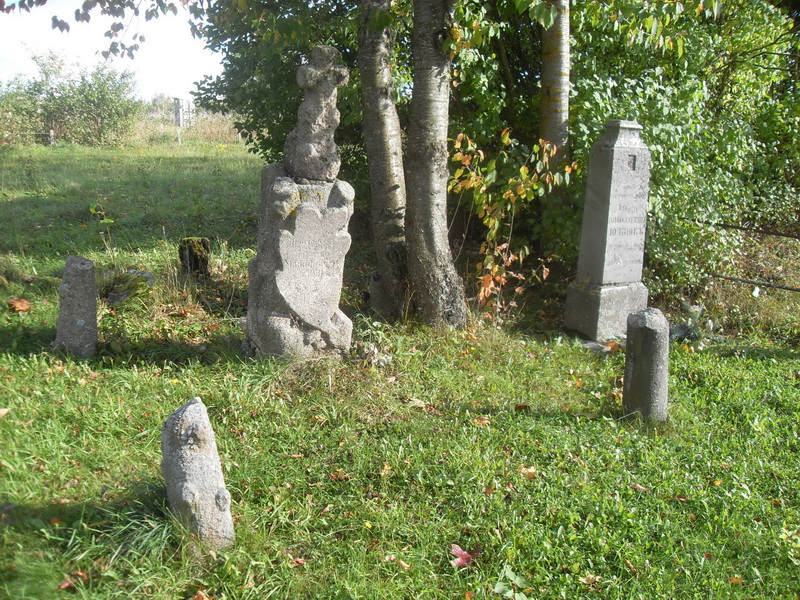
Кладбище

Памятник архитектуры синодального направления ретроспективно-русского стиля. Четырехчастная композиция состоит из двухъярусной ( восемь на четыре ) звонницы, короткой трапезной, кубовидного молельного зала и апсиды. Шатровые покрытия звонницы и молитвенного зала отделаны маками. Фасады прорезаны прямоугольными оконными проемами, испещрены арочными фризами, угловыми лопатками.